# Joseph Friedrich Bernhard Caspar Majer
Joseph Friedrich Bernhard Caspar Majer   (Schwäbisch Hall, 16 d'octubre de 1689 - Schwäbisch Hall, 22 de maig de 1768), fou un músic alemany de principis del segle xviii.

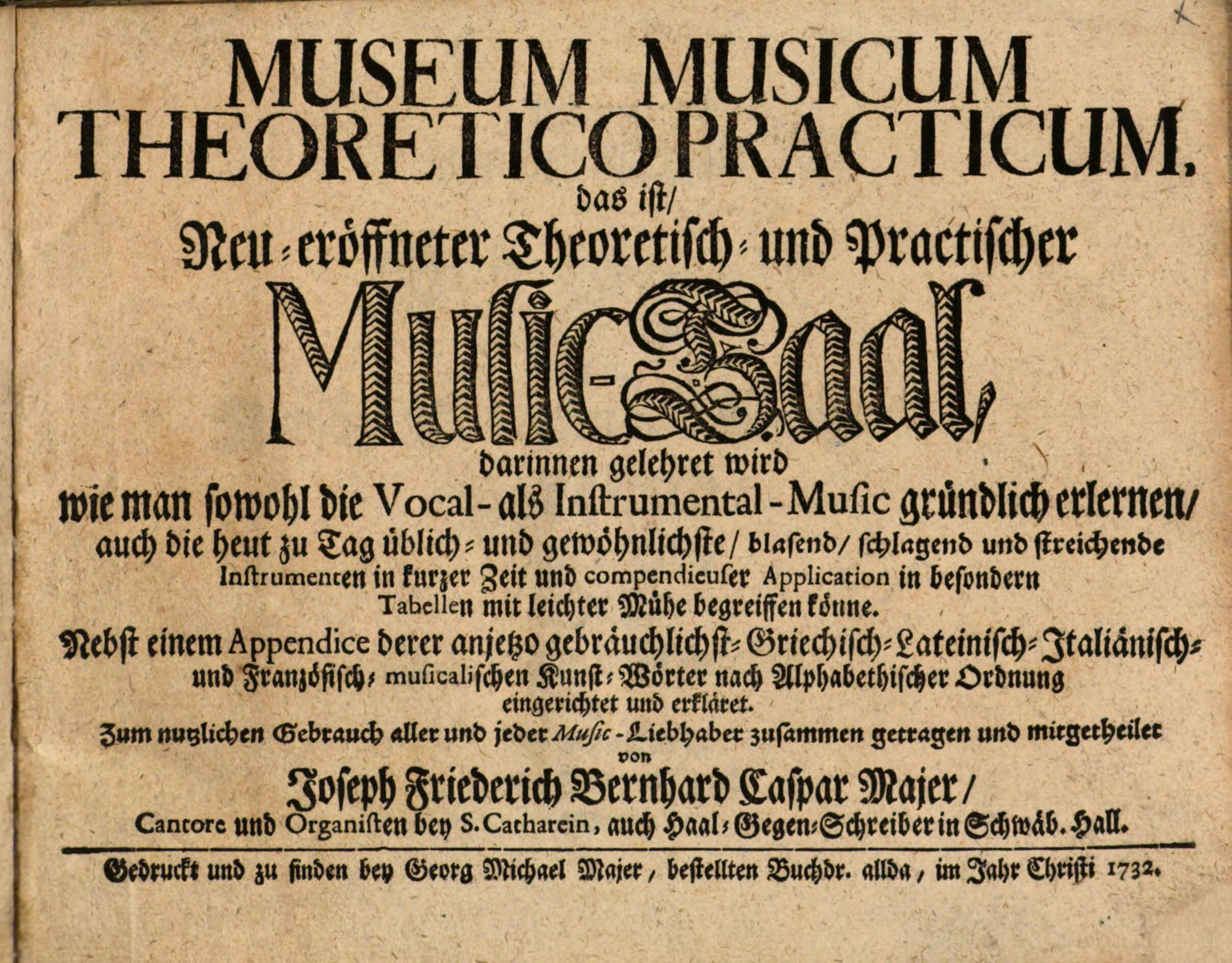
Museum Musicum Theoretico-Practicum

Cantor a Schwäbisch-Hall i autor de Hodegus musicus (1718), i de Museum musicum theoretico-pràcticum, daerinnien gelehrt wird wie man sowohl die Wokal-als Instrumental Musik Gründlich erlernen Kann (1732).